# WrestleMania 29
WrestleMania 29 — двадцать девятая по счёту WrestleMania, PPV-шоу производства WWE. Шоу прошло 7 апреля 2013 года на арене «Метлайф-стэдиум» в Ист-Ратерфорд, Нью-Джерси, США.
В главном событии Джон Сина победил Скалу и завоевал свой рекордный одиннадцатый титул чемпиона WWE, а также отомстил за поражение Скале в главном событии WrestleMania XXVIII годом ранее. Матч Джона Сины и Скалы стал первым матчем, который проводился в главном событии WrestleMania два раза подряд. Среди других значимых матчей — победа Гробовщика над Си Эм Панком, завершившая сюжетную линию, связанную со смертью Пола Берера. В предпоследнем матче Трипл Эйч победил Брока Леснара в матче без ограничений; если бы Трипл Эйч проиграл, он бы закончил карьеру. Кроме того, Альберто Дель Рио сохранил титул чемпиона мира в тяжелом весе против Джека Суэггера.

## Организация шоу
16 февраля 2012 года состоялась пресс-конференция при участии руководства WWE, губернатора штата Нью-Джерси Криса Кристи и владельцев команд NFL Нью-Йорк Джетс и Нью-Йорк Джайентс, где объявили, что главное шоу WWE следующего года пройдет в городе Ист-Ратерфорд на стадионе Metlife. Билеты на шоу поступили в продажу 10 ноября 2012 года. В первый же день было продано 52 029 билетов, побив рекорд WrestleMania X8, когда в первый день было продано 51 620 билетов. Также был установлен рекорд по доходу от продажи билетов — более 10 млн долларов, что больше чем сборы от продаж билетов в первый день на WrestleMania XXVIII — 6,3 млн долларов (частично из-за повышения цены на билеты).

## Поединки
| Пре-шоу                          | Миз победил Уэйда Барретта (с)                                                                       | Одиночный матч за титул интерконтинентального чемпиона WWE                           | 04:08 |
| 1                                | Щит (Дин Эмброус, Сет Роллинс и Роман Рейнс) победили Рэнди Ортона, Шеймуса и Биг Шоу                | Командный матч 3 на 3                                                                | 10:36 |
| 2                                | Марк Генри победил Райбека                                                                           | Одиночный матч                                                                       | 08:03 |
| 3                                | Команда Hell No (Кейн и Дэниел Брайан) (c) победили Дольфа Зигглера и Биг И Лэнгстона (с Эй Джей Ли) | Командный матч за титулы командных чемпионов WWE                                     | 06:19 |
| 4                                | Фанданго победил Криса Джерико                                                                       | Одиночный матч                                                                       | 09:14 |
| 5                                | Альберто Дель Рио (c) (с Рикардо Родригесом) победил Джека Сваггера (с Зебом Колтером)               | Одиночный матч за титул чемпиона мира в тяжёлом весе                                 | 10:30 |
| 6                                | Гробовщик победил СМ Панка (с Полом Хейманом)                                                        | Одиночный матч                                                                       | 22:08 |
| 7                                | Triple H (с Шоном Майклзом) победил Брока Леснара (с Полом Хейманом)                                 | Матч без ограничений. Если Леснар выиграет, Triple H должен будет закончить карьеру. | 23:58 |
| 8                                | Джон Сина победил Скалу (с)                                                                          | Одиночный матч за титул чемпиона WWE                                                 | 24:01 |
| (c) — чемпион на момент поединка | |                                                                                      |       |